# 天遊永寿
天遊永寿（てんゆうえいじゅ、? - 文禄3年10月6日（1594年11月17日））は、戦国時代の女性。宍戸隆家と五龍局（毛利元就の娘）の長女で、来島村上氏当主・村上通康の妻。伊予国河野氏最後の当主・河野通直（牛福・伊予守）の生母と推定される。「天遊永寿」とは晩年に名乗った彼女の法名で、「ゑい壽」と署名がある彼女の文書も残されている。本項では便宜上、彼女の名前を「永寿」と称する。

## 生涯
生年は不詳であるが、『宍戸家譜』には"嫡女"と記載されていること、後述のように永寿の婚姻は厳島の戦いとの関係があるとみられること、隆家の長男である元秀は天文16年（1547年）生まれで厳島の戦いの時にはまだ9歳であることから、永寿が隆家夫妻の最初の子供であったと推定される。また、養父と推定される五龍局の弟・小早川隆景は天文2年（1533年）生まれで、隆家と五龍局の婚約はその翌年であることから、永寿の生年が天文年間前半であることまでは絞ることができる。
実名は不明で幼少時には「五もし」と称せられていた。厳島の戦いの直前である天文23年（1554年）に永寿は小早川隆景の養女として河野氏の重臣で村上水軍の中心的存在であった村上通康に嫁いだ。もっとも、通康には河野氏先々代当主である河野弾正少弼通直の娘がおり、永寿は村上氏の居城である来島城ではなく、河野氏の本拠地である湯築城内にあった通康の屋敷に入った。毛利氏が元就の外孫を不利な条件下の婚姻関係に利用した背景には来るべき陶氏との戦いに村上水軍の協力が不可欠と考えていたからであり、一方の通康も義父である弾正少弼通直の失脚後に毛利氏の力を頼ることで家中での発言力の維持を図ろうとしたのである。その結果、毛利氏は翌年の厳島の戦いで村上水軍の助力で勝利を得たのであり、一方の村上通康も永禄10年（1567年）の土佐一条家による伊予侵攻を毛利氏の援軍によって退けることに成功したのである（毛利氏の伊予出兵）。
ところが、一条家との戦いの最中に通康が病で急逝してしまい、その直後から毛利家関係の文書に「湯付局」「道後御局」と呼ばれる女性が浮上してくるようになる。湯付とは湯築城のことと考えられ、道後も湯築城が道後温泉の一郭に建てられたことから同城と同義とされ、城主である河野氏宗家の当主・河野通宣の室であると考えられている。そして、その内容からその女性は村上通康の妻であった永寿とみられ、通康の没後、恐らく毛利氏の意向によって河野通宣に再婚したと考えられている（なお、通宣は永禄年間初めより病気で療養中であった。また、最初の妻は大友義鑑の娘（宗麟の姉）と推定されるため、継室にあたる）。それから間もなく、永寿の子とみられる「牛福」が河野氏の家督を継いだ。これが河野氏最後の当主となる伊予守通直となる。永寿は「大方」と称され、幼くして家督を継いだ通直を後見した。なお、これによって苦境に立たされたのは河野弾正少弼通直の娘が生んだ村上通総（通康の没後に来島村上氏の家督を継いでいた）であり、河野氏宗家の血を引く通総は伊予守通直の家督を脅かす存在とみなされ、やがて織田政権に内通して河野氏・毛利氏と敵対する選択を採ることになる。
天正13年（1585年）の豊臣政権の四国攻めによって河野氏は所領を没収されるが、永寿の養父である小早川隆景が新領主となったため、永寿と通直はその保護を受けた（四国国分）。ところが、2年後の天正15年（1587年）に永寿母子は小早川氏の九州移封を理由に備後国竹原に移されてその直後に通直が死去してしまう。通説では通直は病死とされているが、新領国に移っていた小早川隆景は永寿が事の次第を知らせるまで、通直が竹原に移されたことを知らなかったらしいこと、通直死去に関する記述の不自然さから、通直の竹原移動とその直後の死は豊臣政権及びその意を奉じた毛利輝元によって抹殺された可能性があるとされる。
通直の没後は永寿は出家して小早川隆景の庇護を受けながら竹原郊外の宮原で通直の菩提を弔った。天正16年（1588年）には、永寿は河野氏の旧臣らを引き連れて河野氏ゆかりの高野山上蔵院及び伊勢神宮を参詣して通直の菩提を弔っている。永寿が実家の宍戸氏に戻らなかったのは、永寿の妹が通直の死に深く関わったとされる毛利輝元の正室であったことが関係するとされ、宍戸氏の記録には彼女の没年を天正10年（1582年）や寛永元年（1624年）という全く根拠のない記述が記される程の疎遠ぶりであった。河野氏の過去帳では通直の死去から7年後の文禄3年（1594年）に没し、院号は春松院とする。ただし、院号を春禅院と伝える史料もあり、永寿の晩年の動向については不明点が多い。